# Joy Stubbe
Joy Stubbe (* 27. Juli 1997 in Gouda) ist eine niederländische Beachvolleyballspielerin.

## Karriere
Stubbe spielte in ihrer Jugend mit verschiedenen Partnerinnen, u. a. mit Marloes Hesselink und mit Julia Wouters, mit der sie 2013 Vierte bei der U18-EM in Maladsetschna wurde. Mit ihrer neuen Partnerin Nika Daalderop gewann sie 2015 die U20-EM in Larnaka. Bei der U21-WM 2016 in Luzern belegten Daalderop/Stubbe den fünften Rang. Danach wurden sie in Antalya erneut U20-Europameister und verteidigten damit ihren Titel aus dem Vorjahr erfolgreich. Beim Gstaad Major standen sie erstmals im Hauptfeld eines Turniers der FIVB World Tour. Zwei Wochen später gewannen Daalderop/Stubbe mit einem Finalsieg gegen Braakman/Sinnema in Scheveningen die niederländische Meisterschaft.
Von August 2016 bis Ende 2017 war Jolien Sinnema Stubbes neue Partnerin. Beim FIVB 3-Sterne-Turnier 2017 in Xiamen wurden Sinnema/Stubbe Fünfte. 2018 und 2019 startete Stubbe auf der World Tour mit Marleen van Iersel und hatte zahlreiche Top-Ten-Platzierungen. Bei der heimischen EM 2018 wurden van Iersel/Stubbe Neunte. Anschließend gewannen sie die niederländische Meisterschaft. 2019 erreichten sie bei der WM in Hamburg Platz neun und bei der EM in Moskau Platz fünf.